# Xã Weimer, Quận Barnes, Bắc Dakota
Xã Weimer (tiếng Anh: Weimer Township) là một xã thuộc quận Barnes, tiểu bang Bắc Dakota, Hoa Kỳ. Năm 2010, dân số của xã này là 47 người.